# Hedysareae
Tribu
Classification phylogénétique
Synonymes
- Alhageae (DC.) Burnett[2]

Les Hedysareae sont une tribu de plantes à fleurs dicotylédones de la famille des Fabaceae, sous-famille des Faboideae, originaire d'Eurasie, d'Amérique du Nord et d'Afrique, qui comprend une douzaine de genres regroupant de 400 à 460 espèces. Les trois principaux genres, par le nombre d'espèces, sont Hedysarum, Onobrychis et Caragana.
Certaines espèces de la tribu des Hedysareae se caractérisent par leurs fruits lomentacés, type de gousse modifiée, indéhiscente, qui se désarticule au niveau des constrictions séparant les graines.

## Liste des genres
Selon BioLib (11 juillet 2018) :
- Alhagi Gagnebin
- Calophaca Fisch. ex DC.
- Caragana Fabr.
- Corethrodendron Fisch. ex Basiner
- Ebenus L.
- Eversmannia Bunge
- Halimodendron Fisch. ex DC.
- Hedysarum L.
- Onobrychis Mill.
- Sartoria Boiss. & Heldr.
- Sulla Medik.
- Taverniera DC.

Selon NCBI (11 juillet 2018) :
- Alhagi Gagnebin, 1755
- Corethrodendron Fisch. & Basiner, 1845
- Ebenus L., 1753
- Eversmannia Bunge, 1838
- Greuteria Amirahm. & Kaz.Osaloo, 2013
- Hedysarum L., 1753
- Onobrychis Mill., 1754
- Podlechiella Maassoumi & Kaz.Osaloo, 2003
- Sartoria Boiss., 1849
- Sulla Medik., 1787
- Taverniera DC.